# Acmaeodera angelica
Acmaeodera angelica es una especie de escarabajo del género Acmaeodera, familia Buprestidae. Fue descrita científicamente por Fall en 1899.
Esta especie se encuentra en América Central y del Norte.